# 페드루 곤살베스
페드루 안토니우 페레이라 곤살베스(포르투갈어: Pedro António Pereira Gonçalves, 1998년 6월 28일 ~ )는 포르투갈의 축구 선수로 포지션은 공격형 미드필더이다. 현재 스포르팅 CP에서 활약하고 있다.